# Uniwersytet Laurentyński
Uniwersytet Laurentyński (ang. Laurentian University, fr. Université Laurentienne) – kanadyjska uczelnia publiczna w mieście Greater Sudbury, w prowincji Ontario, założona w 1960 r. Jest instytucją dwujęzyczną: prowadzi zajęcia po angielsku i francusku. 
W 2005 r. uniwersytet powiększył się o wydział medycyny, Northern Ontario School of Medicine, prowadzony w partnerstwie z Uniwersytetem Lakehead.
Kształci ponad dziewięć tysięcy studentów.